# Ronnie Cuber
Ronnie Cuber (25 december 1941 i New York City, død 7. oktober) var en amerikansk saxofonist og fløjtenist. 
Cuber spillede særligt baritonsaxofon og har spillet med Steve Gadd, Slide Hampton, Maynard Ferguson, George Benson, B.B. King, Paul Simon, Eric Clapton, Frank Zappa, Lee Konitz etc.
Han spillede i hardbop- og latinjazzstil, men også rythm and blues og poprock.